# Jo Vondenhoff
Frans Nicolaas Josef (Jo) Vondenhoff (Kerkrade, 6 februari 1917 – 6 maart 1984) was een Nederlands voetballer die speelde voor SV Kerkrade, Juliana en Roda Sport.

## Loopbaan

### Beginjaren
Hij werd op zijn tiende jaar lid van buurtclub Ajax. Een jaar later, in 1928, meldde hij zich aan bij SV Kerkrade waar hij begon in het derde elftal. De meeste clubs hadden in die tijd nog geen jeugdafdeling. Hij debuteerde als zestienjarige in maart 1933 in het eerste elftal. Kerkrade kwam uit in de Eerste klasse van de katholieke voetbalbond IVCB. In de periode voor de fusie van de voetbalbonden in 1940, waren veel Limburgse voetbalverenigingen niet aangesloten bij de neutrale bond KNVB.

### Juliana
Vondenhoff ging in 1936 naar Juliana in Spekholzerheide dat in de Eerste klasse, het hoogste niveau van de KNVB, uitkwam. Hij was een aanvaller die meestal als rechtsbuiten speelde. In zijn tweede jaar werd hij met zestien treffers de clubtopscorer van Juliana dat als derde eindigde. Na de vijfde plaats in het seizoen 1938/39 volgde het topjaar voor de club. De komst van topschutter Hub Vroomen van MVV, die met 31 doelpunten topscorer van Nederland werd, bleek een flinke versterking. Juliana greep op zondag 5 mei 1940 het kampioenschap in de Eerste klasse Zuid door de 1-0 zege op PSV. Mathieu van Kan scoorde met een kopbal de winnende treffer. Vijf dagen later viel het Duitse leger Nederland binnen en lag het voetbal wekenlang stil. 

### Strijd om landstitel
De Duitse bezetter had geen bezwaar tegen de afronding van het voetbalseizoen. Daardoor kon op zondag 16 juni 1940 de kampioenscompetitie van start gaan. Juliana nam het hierin op tegen Blauw Wit, Feijenoord, GVAV en Heracles.
De Zuid-Limburgers begonnen met een 6-1 verlies bij Feijenoord. Juliana herstelde zich direct van de slechte start. Met twee treffers van Vondenhoff werd thuis Heracles met 4-2 verslagen. Na de 4-3 zege op GVAV lagen de Zuid-Limburgers in de race om de landstitel. In de laatste thuiswedstrijd op 11 augustus versloeg Juliana met 2-0 (tweemaal Vroomen) de latere landskampioen Feijenoord. Juliana kwam uiteindelijk twee punten tekort en eindigde als vierde. Vondenhoff scoorde vijf keer in de acht kampioensduels. 

### Selecties
Hij speelde in de vertegenwoordigende elftallen van Zuid-Nederland, Limburg en de Mijnstreek. Hij kwam in oefenduels uit voor het Nederlands B-elftal. en het Bondselftal waarvoor hij bij zijn debuut op 19 januari 1938 scoorde tegen Lincoln City (5-0).
Hij nam ook deel aan trainingen van het Nederlands elftal op het VUC-terrein in Den Haag maar tot een interland kwam het niet. De Limburgse selectiespelers moesten ver reizen voor de nationale trainingen. Daarom kwam bondstrainer Karel Kaufman zelf naar Zuid-Limburg om te oefenen met Mathieu van Kan en Vondenhoff van Juliana en Hub Vroomen van Miranda.

### Vertrek in mineur
Zijn achtste en laatste seizoen was voor hem en Juliana geen best jaar. Vondenhoff zat in februari 1944 een schorsing van vier wedstrijden uit. De club moest na de winter veel invallers inzetten. In de uitwedstrijd tegen PSV op 13 februari 1944 verscheen Juliana met negen spelers aan de aftrap en verloor met 6-0. De onregelmatige werktijden in de mijnen en de slechtere vervoersverbindingen speelden de club parten.

### Perikelen
Vondenhoff wilde na de oorlog weer voor zijn oude club Kerkrade uitkomen. De overschrijving kwam niet rond omdat de KNVB ingreep. Er zouden betalingen, van de kant van Juliana, in het spel zijn. Vondenhoff werd door de voetbalbond in 1945 op de beroepslijst gezet en geschorst tot 1 januari 1947. Bestuursleden van Juliana werden geschorst omdat ze zich niet hielden aan de amateurregels.
Hij maakte op 19 januari 1947 zijn rentree voor Kerkrade na 2,5 jaar niet meer te hebben gespeeld.

### Geen promotie
Kerkrade eindigde in het seizoen 1946/47 samen met Groene Ster aan kop van de Tweede klasse A. De beslissingswedstrijd op zaterdag 7 juni op het Juliana-terrein eindigde na verlenging in 1-1. Vondenhoff scoorde voor Kerkrade.
Een week later, op 14 juni, gingen de clubs op herhaling op het veld van Limburgia. Kerkrade was de beste en won met 3-0 door onder meer twee goals van aanvoerder Hein Stevens. In de nacompetitie kon Kerkrade geen promotie afdwingen.

### Weer kampioen
Een jaar later pakte Kerkrade opnieuw het kampioenschap in de Tweede klasse A. In de nacompetitie eindigde de club gelijk bovenaan met Sittard. De beslissing viel op 17 mei 1948 op het terrein van Limburgia. Kerkrade klopte Sittard voor 18.000 toeschouwers met 4-3 en promoveerde naar de hoogste klasse.
In het debuutseizoen 1948/49 kon Kerkrade zich handhaven in de Eerste klasse, maar een jaar later volgde degradatie. 

### Terug in Eerste klasse
Begin jaren vijftig streed Kerkrade mee in de top van de ranglijst. Aanvoerder Vondenhoff werd in september 1953 gehuldigd vanwege zijn 25-jarig lidmaatschap.
Na de tweede plaatsen in 1952 en 1953 werd Kerkrade in het seizoen 1953/54 kampioen. De beslissingswedstrijd op 27 mei 1954 tegen SC Emma op het volgepakte Limburgia-terrein
leverde een 1-0 zege op. Op de slotdag van de nacompetitie, 4 juli 1954, stelde Kerkrade promotie veilig door Kimbria met 2-1 te kloppen. Vondenhoff scoorde de tweede en beslissende treffer.

### Prof bij Roda Sport
De rentree van Kerkrade in de Eerste klasse duurde maar negen duels. In november 1954 werd de competitie afgebroken. Na de fusie van de voetbalbonden KNVB en NBVB ging op 28 november een geheel nieuwe competitie van start. Kerkrade begon niet op eigen houtje aan het profvoetbal. De club fuseerde met stadgenoot Bleijerheide onder de naam Roda Sport.
Vondenhoff was al 37 jaar toen het beroepsvoetbal werd ingevoerd. Hij speelde het debuutjaar mee waarin Roda Sport zich plaatste voor de Hoofdklasse, de voorloper van de Eredivisie. In zijn slotseizoen 1955/56 kwam hij nog tot drie optredens.
Hij ging in 1956 aan de slag als speler-trainer bij derdeklasser Simpelveldse Boys. Tot zijn 45e jaar speelde hij in het eerste elftal. Na zes seizoenen nam hij afscheid van de amateurclub die vanaf 1960 SV Simpelveld heette.
Hij was daarna gedurende tien jaar jeugdleider bij Roda JC.
Hij werkte tijdens zijn voetballoopbaan bovengronds als landmeter bij steenkolenmijn Willem-Sophia. 
Hij overleed op 67-jarige leeftijd in 1984 en werd begraven op begraafplaats Schifferheide in Kerkrade.

## Clubstatistieken
| Seizoen   | Club                              | Land                              | Competitie                        | Competitie                        | Competitie                        | Beker                             | Beker                             | Internationaal                    | Internationaal                    | Overig                            | Overig                            | Totaal                            | Totaal                            |
| Seizoen   | Club                              | Land                              | Competitie                        | Wed.                              | Dlp.                              | Wed.                              | Dlp.                              | Wed.                              | Dlp.                              | Wed.                              | Dlp.                              | Wed.                              | Dlp.                              |
| --------- | --------------------------------- | --------------------------------- | --------------------------------- | --------------------------------- | --------------------------------- | --------------------------------- | --------------------------------- | --------------------------------- | --------------------------------- | --------------------------------- | --------------------------------- | --------------------------------- | --------------------------------- |
| 1933–1936 | SV Kerkrade in Eerste klasse IVCB | SV Kerkrade in Eerste klasse IVCB | SV Kerkrade in Eerste klasse IVCB | SV Kerkrade in Eerste klasse IVCB | SV Kerkrade in Eerste klasse IVCB | SV Kerkrade in Eerste klasse IVCB | SV Kerkrade in Eerste klasse IVCB | SV Kerkrade in Eerste klasse IVCB | SV Kerkrade in Eerste klasse IVCB | SV Kerkrade in Eerste klasse IVCB | SV Kerkrade in Eerste klasse IVCB | SV Kerkrade in Eerste klasse IVCB | SV Kerkrade in Eerste klasse IVCB |
| 1936/37   | Juliana                           | Nederland                         | Eerste klasse Zuid                | 18                                | 10                                | –                                 | 0                                 | 0                                 | 0                                 | 0                                 | 0                                 | 18                                | 10                                |
| 1937/38   | Juliana                           | Nederland                         | Eerste klasse Zuid                | 20                                | 16                                | –                                 | 0                                 | 0                                 | 0                                 | 0                                 | 0                                 | 20                                | 16                                |
| 1938/39   | Juliana                           | Nederland                         | Eerste klasse Zuid                | 20                                | 13                                | –                                 | 0                                 | 0                                 | 0                                 | 0                                 | 0                                 | 20                                | 13                                |
| 1939/40   | Juliana                           | Nederland                         | Eerste klasse Zuid                | 21                                | 12                                | –                                 | 0                                 | 0                                 | 0                                 | 8                                 | 5                                 | 29                                | 17                                |
| 1940/41   | Juliana                           | Nederland                         | Eerste klasse Zuid                | 22                                | 14                                | –                                 | 0                                 | 0                                 | 0                                 | 0                                 | 0                                 | 22                                | 14                                |
| 1941/42   | Juliana                           | Nederland                         | Eerste klasse Zuid                | 21                                | 8                                 | –                                 | 0                                 | 0                                 | 0                                 | 0                                 | 0                                 | 21                                | 8                                 |
| 1942/43   | Juliana                           | Nederland                         | Eerste klasse Zuid                | 19                                | 4                                 | –                                 | 0                                 | 0                                 | 0                                 | 0                                 | 0                                 | 19                                | 4                                 |
| 1943/44   | Juliana                           | Nederland                         | Eerste klasse Zuid                | 18                                | 3                                 | –                                 | 0                                 | 0                                 | 0                                 | 0                                 | 0                                 | 18                                | 3                                 |
| 1944/45   | Geen competitie                   | Geen competitie                   | Geen competitie                   | Geen competitie                   | Geen competitie                   | Geen competitie                   | Geen competitie                   | Geen competitie                   | Geen competitie                   | Geen competitie                   | Geen competitie                   | Geen competitie                   | Geen competitie                   |
| 1945/46   | Niet gespeeld vanwege schorsing   | Niet gespeeld vanwege schorsing   | Niet gespeeld vanwege schorsing   | Niet gespeeld vanwege schorsing   | Niet gespeeld vanwege schorsing   | Niet gespeeld vanwege schorsing   | Niet gespeeld vanwege schorsing   | Niet gespeeld vanwege schorsing   | Niet gespeeld vanwege schorsing   | Niet gespeeld vanwege schorsing   | Niet gespeeld vanwege schorsing   | Niet gespeeld vanwege schorsing   | Niet gespeeld vanwege schorsing   |
| 1946/47   | Kerkrade                          | Nederland                         | Tweede klasse A Zuid II           | 7                                 | 3                                 | –                                 | 0                                 | 0                                 | 0                                 | 6                                 | 2                                 | 13                                | 5                                 |
| 1947/48   | Kerkrade                          | Nederland                         | Tweede klasse A Zuid II           | 22                                | 9                                 | –                                 | 0                                 | 0                                 | 0                                 | 5                                 | 1                                 | 27                                | 10                                |
| 1948/49   | Kerkrade                          | Nederland                         | Eerste klasse Zuid II             | 18                                | 8                                 | –                                 | 0                                 | 0                                 | 0                                 | 0                                 | 0                                 | 18                                | 8                                 |
| 1949/50   | Kerkrade                          | Nederland                         | Eerste klasse Zuid I              | 18                                | 4                                 | –                                 | 0                                 | 0                                 | 0                                 | 0                                 | 0                                 | 18                                | 4                                 |
| 1950/51   | Kerkrade                          | Nederland                         | Tweede klasse B Zuid II           | 18                                | 2                                 | –                                 | 0                                 | 0                                 | 0                                 | 2                                 | 0                                 | 20                                | 2                                 |
| 1951/52   | Kerkrade                          | Nederland                         | Tweede klasse B Zuid II           | 20                                | 4                                 | –                                 | 0                                 | 0                                 | 0                                 | 0                                 | 0                                 | 20                                | 4                                 |
| 1952/53   | Kerkrade                          | Nederland                         | Tweede klasse A Zuid II           | 22                                | 4                                 | –                                 | 0                                 | 0                                 | 0                                 | 0                                 | 0                                 | 22                                | 4                                 |
| 1953/54   | Kerkrade                          | Nederland                         | Tweede klasse A Zuid II           | 20                                | 6                                 | –                                 | 0                                 | 0                                 | 0                                 | 5                                 | 1                                 | 25                                | 7                                 |
| 1954/55   | Kerkrade                          | Nederland                         | Eerste klasse C (afgebroken)      | 9                                 | 1                                 | –                                 | –                                 | 0                                 | 0                                 | 0                                 | 0                                 | 9                                 | 1                                 |
| 1954/55   | Roda Sport                        | Nederland                         | Eerste klasse A                   | 23                                | 1                                 | –                                 | –                                 | 0                                 | 0                                 | 0                                 | 0                                 | 23                                | 1                                 |
| 1955/56   | Roda Sport                        | Nederland                         | Hoofdklasse A                     | 3                                 | 1                                 | –                                 | –                                 | 0                                 | 0                                 | 0                                 | 0                                 | 3                                 | 1                                 |
| Totaal    | Totaal                            | Totaal                            | Totaal                            | 339                               | 123                               | 0                                 | 0                                 | 0                                 | 0                                 | 26                                | 9                                 | 365                               | 132                               |